# Amblyiulus lobatus
Amblyiulus lobatus är en mångfotingart som först beskrevs av Karl Wilhelm Verhoeff 1937.  Amblyiulus lobatus ingår i släktet Amblyiulus och familjen kejsardubbelfotingar. Inga underarter finns listade i Catalogue of Life.